# Genetta victoriae
Genetta victoriae (генета гігантська) — вид хижих ссавців з родини Віверові (Viverridae). Мешкає в Демократичній Республіці Конго між річками Конго, Луалаба й Убангі. Записаний до 1.800 м над рівнем моря, однак у гірських районах дуже рідкісний. Мешкає в рівнинних і середніх висот вологих тропічних лісах. Суворо нічний вид.

## Морфологія
Морфометрія. Довжина голови й тіла: 570–575 мм, довжина хвоста: 440–448 мм, довжина задньої ступні: 98–102 мм, вага: 2.5–3.5 кг.
Опис. Це велика генета, позначена численними дрібними плямами на її м'якому хутрі.

## Загрози та охорона
Серйозних загроз нема. На них полюють заради м'яса; шкури використовуються для капелюхів та на інші предмети церемоніалу. Присутні в кілька природоохоронних областях.